# Lísis
Lísis é um diálogo platônico que ocupa-se com o conceito de phylia (amizade, amor). Pertence à série conhecida como "primeiros diálogos", composto na época em que o autor ainda era jovem. 
Esse texto é essencialmente um monólogo de Sócrates, com o objetivo de cativar o interesse do público; sobre o discurso da ideia de "amor, amizade"; composto pelos jovens Menexeno e Lísis. Provavelmente composto depois de Cármides e Laques por causa dos elementos fundamentais do sistema platônico visíveis durante o texto.
Os personagens são Sócrates, Hipotalés (admirador secreto de Lísis), Ctesipo, Menexeno e Lísis.